# Boloria darjana
Boloria darjana är en fjärilsart som beskrevs av Adalbert Seitz. Boloria darjana ingår i släktet Boloria och familjen praktfjärilar. Inga underarter finns listade i Catalogue of Life.